# Кладбище «Пост Куртни и Стила»
Кладбище «Пост Куртни и Стила» (англ. Courtney's and Steel's Post Cemetery) — небольшое воинское кладбище комиссии Содружества наций по уходу за военными захоронениями расположенное в районе бухты Анзак, на Галлиполийском полуострове. На нём покоятся останки солдат Антанты погибших в Дарданелльской операции.

## Описание
25 апреля 1915 года британские, французские и другие войска союзников высадились на мысе Геллес, австралийские и новозеландские части десантировались южнее в секторе бухты Анзак. Пост Куртни получил своё название в честь подполковника Ричарда Куртни из 14-го батальона австралийской пехоты командовавшего этим опорным пунктом с 27 апреля. Пост Стила находился немного юго-западнее и назван в честь майора Томаса Стила из того же батальона. Обе позиции были захвачены в день высадки и удерживались союзниками вплоть до своей эвакуации в декабре 1915 года.
На кладбище захоронены останки 225 военнослужащих Содружества. 160 захоронений не идентифицировано хотя присутствуют индивидуальные надгробия с именами 58 человек считающихся погребёнными здесь среди них.
Кладбище занимает площадь 579 м², сзади и по бокам обрамлено насаждениями кустарника.

## Ошибочное название
Название «Steel's Post Cemetery» было официально, но ошибочно записано как «Steele's Post Cemetery». Даже каменный указатель на входе отражает неверное написание, тогда как в списках комиссии Содружества наций по уходу за военными захоронениями эта ошибка в названии кладбища уже отсутствует.